# 乙女ゲー世界はモブに厳しい世界です
『乙女ゲー世界はモブに厳しい世界です』（おとめゲーせかいはモブにきびしいせかいです）は、三嶋与夢による日本のライトノベル。「小説家になろう」にて2017年10月から2019年10月まで連載され、書籍版がGCノベルズ（マイクロマガジン社）より2018年5月から2024年3月まで刊行された。イラストは孟達。略称は「モブせか」。『このライトノベルがすごい！2020』のランキングでは単行本部門の8位となった。乙女ゲームのモブキャラクターに転生した主人公が、ゲームの知識を使って女尊男卑の世界観に抗いながら運命を変えていくストーリーである。
メディアミックスとして、2018年10月から潮里潤によるコミカライズが2024年9月まで原作3巻分が連載された。最終回が掲載された雑誌の発売日である2024年9月9日に、続編となる「留学編」を発表（作画:行々狸、構成:マツリセイシロウ、制作:FTops）。2025年8月8日発売の『月刊ドラゴンエイジ』2025年9月号より「【共和国編】」として連載開始。2022年4月からはテレビアニメ第1期が放送された。
書籍版アンケート特典として3巻から「マリエルート」が公開されており、これを大幅加筆する形で公式スピンオフ小説『あの乙女ゲーは俺たちに厳しい世界です』も書籍化され、 2023年6月から福原蓮士によるコミカライズが『ドラドラふらっと♭』にて連載中。

## あらすじ
リオン・フォウ・バルトファルトは、ある日突然前世の記憶を思い出し、自分が前世でプレイした乙女ゲームの世界にいることに気がつく。彼は前世で、妹の我儘のために代わりにゲームをプレイしていたのだが、クリアした直後に体調を崩したことが原因で死亡し、ゲーム世界の男性モブキャラクターに転生してしまったのだ。
転生先は女尊男卑の世界であり、リオンは降りかかる苦難を打開するため、ゲームの知識を使って「ロストアイテム」を手に入れる。
しかし、今度は入学した学園で在学中に結婚相手を見つけなければならない試練が待ち構えていた。辟易したリオンだが、そこで、マリエという謎の女性が主人公のいるべきはずの位置に立っていることに気付く。
前世のゲームのバッドエンドは世界の破滅に繋がっており、マリエがシナリオを歪めたことで最悪の未来が起こりうる懸念を抱いたリオンは、関わるまいと考えていたゲームのストーリーに嫌々関わっていくことになる。やがてリオンは本来の乙女ゲームの主人公オリヴィア、そして悪役令嬢のアンジェリカを味方として、成り上がりへの道を進んでいく。
攻略対象だけではなく、オリヴィアが選ばれるはずだった聖女の立場を得たマリエだが、公国との戦争で自身の想定を超えた厳しさと公国側が召喚した巨大な魔物・守護神の巨大さに怯んでしまう。王宮内の派閥争いと一部の裏切りで投獄（という建前の保護）を受けていたリオンだが、だれもかれもまともに動こうともしない状況に、内通していた貴族の背任の証拠を挙げて王国軍の司令官となって戦う。魔装と呼ばれるロストアイテムと融合した黒騎士との戦いを経て、公国との戦争を終結させる。
これで漸く平穏無事な人生に戻れると安心していたリオンだが、マリエから乙女ゲーがシリーズ化して続編、つまり世界の危機レベルの問題が複数遺っていることを知らされる。

## 登場人物
担当声優はテレビアニメ版 / ドラマCD版・ボイスコミック版の順に記載。一人しか記載のないものはテレビアニメ版での配役。

### 主要人物
リオン・フォウ・バルトファルト
声 - 大塚剛央、赤尾ひかる（幼少期） / 小林裕介
本作品の主人公。男爵家の子息。転生者である。前世は要領のいい妹に扱き使われる立場で、乙女ゲームの代理プレイを徹夜でさせられた結果、過労で階段から転落するという最期を迎えた。
身長は小柄ながら、黒髪を短くしており、体つきは引き締まり顔つきも良い。顔には前世の面影も残っている。
今世では男爵家の妾腹の三男で、本腹（本当は愛人の子）の長兄と長姉、母が同じ妾腹の次兄と次姉および弟妹がいる。父バルカスの正妻ゾラに金銭目的の政略結婚をさせられそうになったため、冒険者となってゲーム知識を基にロストアイテム（ルクシオン）と財宝を発見するという功績を上げて結婚を回避する。しかし、功績を高く評価されすぎて実家から独立した男爵に叙されてしまい、狂った貴族社会に足を踏み入れることになる。
自他ともに認める小物で、口が悪く金にも汚い。しかし実際にはひねくれているものの優しい性格で、困っている人を見捨てきれないお人好しのため、打算的な理由を自分への建前にしたうえで助けようとすることもある。
ただし、物事の見通しが甘いうえ、ゲーム知識が却って判断を半端に妨げるため、要領が悪く本人の思惑から外れることが多々あり、やり口の杜撰さ・中途半端さをルクシオンに窘められることもある。
当人は平穏な人生を望んでおり、出世は望んでいないが、たびたび騒動の中心で活躍するため、男爵から伯爵、さらには侯爵と本人の意思に反してどんどん昇進して重責を背負う身になっていく。最終的にはアンジェリカとの子が継ぐのを条件にホルファート王国の新国王となった。
本来のゲームの主人公のリビアや悪役令嬢のアンジェには「自分はモブだからメインキャラとは恋愛関係になりえない」と認識しており恋愛対象として見ないように距離を置こうとしているが、意に反して二人が積極的に距離を縮めて行き、本人が無自覚なうちに恋心を持たれて行くようになる（ただし王族のミレーヌ王妃に告白をするとんでもないことをしでかしており、認識が曖昧）。
理想の女性のタイプは「巨乳の優しい女性」で、学園入学当初はアンジェの3サイズを知りたがっていた。
戦闘ではアロガンツを始めとしたロストアイテムの力で徹底的に叩くが、相手の命は奪わない。敗れれば死ぬことを覚悟している（つもりの）騎士たちからは屈辱を負わされたと「外道騎士」の二つ名を付けられる。
文庫版アンケート特典マリエルートその5で先祖であるリーア・バルトファルトが王国建国の七人目の冒険者であるとルクシオンに推測されていた。
アロガンツ、シュベールト
リオン専用の鎧。ルクシオンが製作したが、外見上は開発黎明期の旧式に見える。だが中身は現行機を完全に凌駕した高性能機で、推進器も兼ねる背部コンテナから射出した武装・道具類を持ち換えて戦う。掌からエネルギーを叩き込む「インパクト」は出力の調整で相手の鎧だけを破壊することも可能。
シュベールトはアトリー伯爵家から贈呈された高級エアバイクをルクシオンが改修したもの。エアバイクとしてのスペックもさることながら、背部コンテナをパージしたアロガンツとドッキングして高機動ブースターとしても機能する。

ルクシオン
声 - 石田彰 / 白井悠介
リオンの相棒。旧人類が作った移民輸送船の人工知能で、作中世界ではロストアイテムに分類される。赤い一つ目の球体端末という姿で活動しリオンの側に付いている。当初はステルスモードでリオンのみと会話していたが、修学旅行以降はオリヴィアやアンジェリカの前にも姿を見せるようになり、オリヴィアからは「ルク君」と呼ばれている。
乙女ゲームでは高性能な課金アイテムという扱い（キャラクターとしては登場しない）で、それを求めて来たリオンと邂逅する。そして、彼が旧人類（日本人）の前世を持ち、肉体にも旧人類の遺伝子をわずかに残していたためマスターと認め、以降あらゆる面でサポートしていく。半自律型の作業ロボットや探索・戦闘・通信中継を行うドローン、高度な工作システムをもち、物質さえあれば素材も機材も無制限に生産が可能。それらを使ってリオン用の鎧「アロガンツ」やエアバイク「シュベールト」を製作する。
同型艦の中では最後に完成したが、ほぼ同時に開発ドック内のスタッフが環境不適応で全滅したため、待機状態で眠っていた。旧人類を守るという目的から、艦本体に備えられた武装類はあまりにも強力でシャレにならない戦力なので秘匿している。そのため表向きのロストアイテムとして大型船「パルトナー」や「アインホルン」を建造している。自身が手を掛けた機械にはただならぬ思い入れがあるようで、粗雑な扱いや気に入らない相手が乗り込むのを嫌がる。
元々新人類と敵対する立場のため、リオンを含め現生の人間に対してはシニカル。劇中ではやりすぎるリオンに対するツッコミ役であり、素直ではない彼の内面を代わりに読者へ伝える役柄を担う。
作中でも度々リオンに新人類の殲滅を提案しており、乙女ゲーム基準の世界線（WEB5章裏切り及び6巻エピローグ）においては、乙女ゲームに近い世界線と思われるオリヴィアを裏切った描写がされている。
またブレイブが同型艦と戦ったことから最低でももう一隻は建造された模様。
パルトナー、アインホルン
ルクシオンが建造した飛行船。リオンの公的なロストアイテム、外見は現行船に準じているが、ルクシオン本体を隠すために作っただけあって破格の性能をもつ。
パルトナーは700メートル級の大型船。長射程の主砲2門と垂直発射ミサイルを備えている。公国との戦争でヴァイスを守る盾となって沈んだ。
アルカディア戦時に投入されていたために修復されている模様
アインホルンは200メートル級となったが、性能自体は変わらない。名前の通り艦首部に備えられた衝角が特徴。

クレアーレ
エルフの島に隠されていた遺跡を管理していた人工知能。ルクシオンがアクセスしたことで目覚める。管理していた施設（戦闘奴隷としての亜人を開発研究する実験施設）を自爆させたのち、ルクシオンの空きサーバに移動した。
女性的な性格に設定されており、ルクシオンとは一つ目部分が色違いの球形端末で活動している。普段はリヴィアやアンジェリカ、マリエに付いていることが多い。ルクシオンから作業ロボット・ドローン等の指揮・使用権も与えられている。リオンの共和国留学中にアインホルンの予備パーツを使って2番艦「リコルヌ」を建造した。
元々は研究実験施設の管理をしていたためか好奇心を優先させるところがあり、新人類側から鹵獲した魔装を保存していたり、学園生徒・アーロン（3作目の攻略対象）を女装趣味に誘導した末にルクシオンから譲られた旧式の医療ポッドを使って性転換、女子生徒・アーレに変えてしまったりした。ルクシオンと同様に現生の新人類は敵と認識しており、実験対象にしたことも悪くないと言い訳している。
リコルヌ
アインホルンと同型の2番艦。リオンの共和国留学中にアインホルンの予備パーツを使って建造した。王国から離れたルクシオンとの中継器としても利用できるほか、クレアーレによってアインホルンとは別の運用目的を企図して改装を進めている。

オリヴィア
声 - 市ノ瀬加那 / 花守ゆみり
前世の乙女ゲームの本来の主人公で本作品のダブルヒロインの1人。愛称はリビア。碧眼で亜麻色の髪をボブカットにしている。リオン好みの巨乳で健康的な肢体を持ち、「正統派の美少女」と言える容姿。
平民出身だが学園への入学を特別に認められ、学園に入学する。回復魔法の使い手。貴族ではないため、後述する男性蔑視の意識は無い。純真ながらやや天然ボケが激しい乙女ゲーのテンプレな性格で、転生前のリオンからは「あざとい」、マリエからは「頭がお花畑」と毛嫌いされていた。リオンは転生後に直接絡むようになってからは、「凄い性格が良い子だったんだ」と彼女に対する認識を改めている。
後述するマリエによって主人公としての立場を奪われて孤立しており、そこで手を差し伸べに現れたリオンと出会い、一度手助けをされる。平民でありながら、ユリウスら攻略対象たちとの恋愛によって本来ならのし上がっていく流れのはずだが、マリエに立ち場が奪われている為学園内で平民への偏見が変えられずそれが強いコンプレックスへとなっているが、リオンから強い説得によりリオンを恋愛対象として意識して行くようになる。
リオン自身は「モブの自分が主人公と結ばれるはずがない」と全く恋愛対象として見ずにほぼアプローチをすることは無かったが、無関心にふるまいながら過剰な手助けをするうちに、リオンへの気持ちが強くなっており、ほぼほぼ病的なほどにリオンに恋愛感情を持つようになる。結果的にオリヴィアが積極的に距離を縮めて行き。リオンら3人のモテないモブ男たちとつるんでおり、本来の恋敵であるアンジェリカとは辛い経験を得て親友となって行く。潜在能力は高く、リオンに保護されて勉強に集中できたとはいえ、聖女として必要なキーアイテムなしに強力な魔法を使うことが出来る。
作者によると、アンジェリカとの差異を出すために、優しい性格の正統派ヒロインとなっている。
書籍版アンケート特典では、攻略対象全員との逆ハー（強制）および初代聖女の装備に込められた初代聖女アンの怨念に乗っ取られて黒幕となっている。その後アンの姉妹のメアリーにも乗っ取られた模様（文庫10巻アンケート特典マリエルートその8）。
アンジェリカ・ラファ・レッドグレイブ
声 - ファイルーズあい / 久保ユリカ
前世の乙女ゲームの悪役令嬢で本作品のダブルヒロインの1人。愛称はアンジェ。公爵令嬢で王太子の婚約者。悪辣ではないが、厳格な性格。幼少期より婚約者が定められる高位貴族のため、オリヴィア同様、男性蔑視の意識は無い。輝くような金髪をアップに結い上げ、力強い赤い瞳が特徴。オリヴィアに劣らぬ巨乳で抜群のスタイルを持ち、周囲からも「そこらの男では釣り合わない」と認められている。
本来ならオリヴィアに対してきつく当たるヒール役になる流れのはずが、後述のマリエが主人公の座を奪っているため、ゲーム本来の悪女の影がすっかり失われており、当初からオリヴィアに対して温和に接するようになっている。しかもマリエの腹黒さによって本来の物語以上に窮地に追い込まれており、断罪イベント時に取り巻きを含むほぼ全員に見捨てられてしまい孤立することになる。
どのみちゲームの進行によって破滅の道へ進む運命で、第1巻中盤にてゲーム通りに断罪イベントを迎えそうになるものの、見かねたリオンによって救われ、破滅のシナリオが回避される。以降は取り巻きと距離を置き、オリヴィアと共に消極的なリオンとの距離を縮めて行こうとする。リオンのひねくれた性格と奇行には手を焼いており、暴走をおさめる役割も担っている。その後はリオンの身辺を心配し、ゾラやバルトファルト家の問題を手助けするようになる。
作者によると、オリヴィアとの差異を出すために、厳しい性格の激情家となっている。
初代聖女アンと気質が似ていると当人の亡霊からいわれている。
ノエル・ベルトレ / ノエル・ジル・レスピナス
2作目の主人公。元はかつて七大貴族と呼ばれていたレスピナス家の令嬢だが、没落しベルトレ姓を名乗っていて庶民としての暮らしが長い。
1作目のオリヴィアとは対照的にサバサバとした性格。双子の妹に転生者であるレリアがいるが、転生者としての知識を活かして親の愛情や周囲の期待を独占し自身を見下すような態度を取るレリアを嫌いながらも妹として憎み切れず、レリアの方も前世での姉との関係性を引きずってるせいで、姉に劣等感を抱いている。
レリアの手引きによってゲーム内の攻略対象であったロイクと結び付けられるよう働きかけられるが、自分を所有物のように扱うロイクを嫌い、レリアが保険を用意しなかったため他の攻略対象たちとのフラグも消滅し、ほぼ詰みの状態であった。そこでホルファート王国から留学生としてやってきたリオンに惹かれ、リオンが入手した聖樹の若木の巫女の紋章を授かる。
当初はリオンに婚約者がいることを知り意気消沈し、諦めようとするも、ロイクとの一件で婚約者がいても構わないと考えるようになり、レリアを狙ったエミールの銃撃により命の危機に陥った際にリオンに気持ちを伝える。イデアルが所有していた医療ポッドによって一命を取り留め、リオンたちと共にホルファート王国に渡りリオンの3人目の婚約者となった。怪我から回復した当初は車椅子での生活をしていたが、必死のリハビリにより元の健康状態を取り戻した。
マリエとはオリヴィアやアンジェリカと違って友人として良好な関係であり、マリエに迷惑をかける5馬鹿達に対して共和国での生活ぶりを見て完全に問題児扱いをしている。
書籍版アンケート特典では、リオンが共和国への留学をしないため、聖樹が暴走し共和国が崩壊状態に陥り、聖樹の暴走を止めるために聖樹の中に取り込まれる。その後駆け付けたリオンに聖樹が倒されたことで安堵しながら、妹のレリアを託して死亡した。
マリエ・フォウ・ラーファン
声 - 佐倉綾音 / 種﨑敦美
リオンと同じ転生者。ラーファン子爵令嬢で末娘。漫画版3巻カバー下のルクシオンによる計測では身長は150センチ未満と同年代女子と比べても小柄で、3サイズは70･55･75、アンダーバストは64センチとAAカップの貧乳。腰の下まで届く長い金髪に碧眼が特徴的な美少女で小悪魔的な雰囲気を持つ。小柄な体格を活かし比較的小さな箱の中にも隠れられる。
乙女ゲームの知識でオリヴィアのイベントを先回りして実行し、ゲームでは序盤にもかわらず攻略対象の5人全てとの恋愛を早々と成功させ交際をする。これによってオリヴィアは主役の座を奪われ、アンジェは本来以上の窮地に追い込まれることとなる。表向きは猫を被っているが性格は小物で、口が悪く金にも汚い。またリオンと性格が似通ってる描写も多く、リオンも初対面のうちから『どこかで見た記憶がある』と感じていた。
オリヴィアに変わって主役の座を確固たるものとしようとする為に聖女アイテムを早々と奪取しようとダンジョンに手を出したが為に本来ならラスボスであるファンオース公国の奇襲が序盤で展開する事態を招くなど、トラブルメーカーとなっている。
実家の家族は見栄と贅沢のために借金まみれのロクデナシで、いわゆる貧乏貴族。マリエの成功を知ると借金の返済を命じている。学園入学前は両親からは使用人同然の扱いを受けていた上にロクに食事も与えられなかった結果、近くの森で薬草を採集し、リスや熊を狩ってその肉を食べ、毛皮で寒さをしのぐ等、マタギの様な生活を送っていた。ゆえに家事・生活能力、素手での戦闘能力が高い。
聖女のアイテムのひとつを手に入れ、聖女に認定されるも、さすがにオリヴィアほどの潜在能力はないため、窮地に陥る。ラスボスである守護神の巨大さに怯んで自分が偽物であると白状してしまい神殿からは偽証罪ということで死罪になるところだったが、猫の手も欲しいリオンによってオリヴィアのサポートに駆り出され、少なからぬ活躍をしたことで死一等を減じられる。
公国戦後は5馬鹿共々、僻地の浮島に隔離される。神殿からは未だに命を狙われていることも含めて国内にいるのは危険とリオンの共和国留学に同行。留学中は屋敷の家事を切り盛りする。王国帰還後はリオンの指示で3作目の主要人物の調査を行うが、クレアーレが性転換してしまったアーロンが攻略対象と思い出し、リオンに報告する。
その正体はリオンの前世での妹。乙女ゲー世界に転生したのを幸い、ゲーム知識を利用してオリヴィアの立場を乗っ取り逆ハーレムを目論んでいたが、元々自力でクリアしておらず、知識も中途半端だった上、リオンの介入によってシナリオが崩壊したため、以降は世間知らずな5人の男達を養う苦労人という立場になっていく。
リオンが前世の兄だと知ってからは憎まれ口を叩きながらも頼りにしており、5馬鹿がリオンの寄子扱いになった際にはカイルやカーラと共にリオンにしがみつき、半ば病んだ目付きで「もう離れない」とつぶやいていた。しかし態度は転生以前と変わらずリオンに何かとおしつけがましく難題をまかせるようになる。
リオンと2人きりの際には前世の感覚で「兄貴」と呼ぶので、偶然それを聞いたユメリアからバルトファルト家へも伝わって、バルカスの不倫疑惑が生じたりもした。リオンも前世の関係を引きずっており、血縁上は他人であるにもかかわらず「魂レベルの妹」として扱っている。
前世では要領よくしていたが、リオンが亡くなる寸前にリークしたメールで親から勘当され、その後は面食いが災いしてロクデナシな男に振り回されて苦労した。その影響で無駄遣いと借金にトラウマがある。皮肉なことにこの男運の悪さは現世にも引き継がれている。
第1巻から第3巻と読み進めることで、キャラクターの印象が大きく変わり、結果として人気キャラクターとなっている。書籍版アンケート特典マリエルートで初代聖女の家系であることが判明。聖女装備に宿った初代聖女の亡霊を返り討ちにしている。

### 攻略対象（5馬鹿）
リオンが前世でプレイした乙女ゲーの攻略対象たち。全員容姿と身分に恵まれた貴公子だが、戦闘イベントでは全く使えないキャラばかり。オリヴィアの立場を乗っ取ったマリエに完全にベタ惚れし切っており、その結果として実家からは廃嫡される。しかし、それがかえって貴族のしがらみから自由になったとすら思っている言動をしており、マリエとは裏腹に窮地に陥っても楽しんでる様子がうかがえる。
ダメンズでありながら、マリエへの恋愛に対する向き合い方は真剣かつ真摯で、リオンはいずれは誰かがオリヴィアと恋仲へと戻るだろうと信じていたものの、全員共通して「マリエ以外は誰も愛せない」と頑なに他の女性を撥ね退けており、公国戦でマリエが本音を暴露した後も、マリエの本来の性格も含めて好きになってることを共々主張しており、マリエへの気持ちは確固たるものとなっている。対して本来の恋愛対象であったリビアには全く無関心であるもののリオンに好意を寄せてることを察しておりリオンの態度を叱責することもある。
生まれてこの方、金に困った経験が無く、リオンとの決闘再戦やマリエへの贈り物のために生活費などの共有財産を使い込むことが多い、またリオンからアインホルン艦内の清掃で日給300ディア（日本円で3万円）と言われて文句を言う、学園内に無許可で何かを作ったり自室を改装しようとして失敗（一部は成功）し、請求がリオンに回ってくるなど、ゲーム以上のダメンズぶりを発揮することから、リオンは纏めて「5馬鹿」と呼んでいるほか、名前ではなく髪色で区別することがある。
本来恋仲になるはずだったオリヴィアからはそれぞれ「ポンコツ」（ユリウス）、「腹黒」（ジルク）、「ナルシスト」（ブラッド）、「構ってちゃん」（クリス）、「脳筋」（グレッグ）と散々な評価をされている。
1作目分のラストでマリエと共に辺境の浮島に隔離されるが、さっそく無意味な贈り物のために生活費と島の資産を使い込み、敵対勢力に狙われていることも含めて、国内に残していては危険というミレーヌの判断もあってリオンの共和国留学に同行し、帰国後はリオンの寄子扱いの部下とされる。
リオンに対しては愛するマリエに対して暴言を吐き、自分たちを邪魔して叩きのめした嫌なヤツという印象だったが、自分たちにできないことをやり遂げていくリオンに対抗心を抱きつつ認識を改めていき、的外れながら「並び立つ友人」となろうと努力している。
書籍版アンケート特典マリエルートでは、悪い意味で貴族な面を発揮しておりオリヴィアを追い詰めていった。
ユリウス・ラファ・ホルファート
声 - 鈴村健一 / 逢坂良太
乙女ゲーム内の攻略対象の1人で、ホルファート王国の王太子。紺色の短髪。本来は俺様キャラ。
王太子という立場であるがプレッシャーが強く、（ゲーム知識から）理解を示したマリエに惚れてアンジェリカとの婚約を破棄する。リオンとの勝負の後、実家から廃嫡された際は、王太子の立場から解放されたことを何より喜んでいた。それ以降は王宮から抜け出すための変装用の道具を「王宮に申請する」など、実母であるミレーヌが呆れるほど抜けた行動をとるようになる。
「本当は王族に生まれたくなかった」という本音が、マリエとの恋愛やリオンとの対決によって、平民生活への憧れへと気持ちがエスカレートしており、結果的に願ったり叶ったりとなる。
王族という自覚が薄く、戦闘となると前線に出たがる。また、決闘の際にリオンからも指摘されたが、他者に対しては自然と命令口調になることが多い。美的感覚もずれており、父親秘蔵の鎧とコスチュームに身を包んだ「仮面の騎士」に扮した際も、ジルクたちはともかくリオンたちに正体がバレバレだとは気付かなかった。さみしがり屋でもあり、仲間4人がリオンの寄子扱いになったと聞くと、自分も入れろと押しかけて来た。
意外と貧乏舌で露店の串焼き肉が好物。使い込みが過ぎてマリエに追い出された際には串焼き屋でバイトして食べるだけでなく調理することにもハマり、鶏の飼育も始めたが学園内に勝手に飼育小屋を作って苦情はリオンに回ってきた。王子であることも忘れ、一人前の串焼き職人を目指す。皮肉なことにそのお陰で、労働の大変さと賃金の価値を知り、串焼き屋での調理経験を活かし料理当番を担当する等、カーラとマリエの負担を減らす一助となった。また、5馬鹿の中で無駄使いは最も少なく、その点はマリエから評価されている。
ジルク・フィア・マーモリア
声 - 鳥海浩輔 / 橘龍丸
乙女ゲーム内の攻略対象の1人で、ユリウスに付き従う上級貴族の子息。緑色の長髪。ユリウスとは乳兄弟。気が利き、優しげな雰囲気だが物事の好悪を明言しないため真意が読めず、ゲームでの攻略難度が高かった。ミステリアスな貴公子だが、ユリウスと自身のためなら裏工作も辞さない腹黒な性格。クラリスと婚約していたこともあってエアバイクの扱いに長ける。
マリエと出会い、クラリスには手紙で婚約破棄を告げることで一方的に関係を終わらせたが、後にリオンの仲介でクラリスに直々に言葉で謝罪してけじめをつけた。
アンジェとマリエの決闘騒ぎの際、本来であれば乳兄弟という立場上、ユリウスを諫めるもしくは「マリエは側室か妾にすれば良い」と、本来のあるべき形式に落ち着くよう説得しなければならなかったにもかかわらず、ユリウスと一緒になってアンジェとその代理人であるリオンを潰そうとしたことからミレーヌ王妃並びにレッドグレイブ公爵家からはユリウス本人を上回る怒りを買っている。さらにその性格は他の5馬鹿達からも蔑視されている。
使い込みが過ぎてマリエに追い出された際には骨董美術品の目利きに挑戦する。ビジネスライクに取引すれば儲けられるが、マリエへの贈り物といった自分の欲しいものを選ぶとことごとくハズレを引く。色々な食器類の詐欺でマリエが号泣するほどの借金を作る悪癖は最後まで治らなかった。
共和国編では他の5馬鹿は出費の際、事前にマリエに相談することを学んでいたが、最後まで勝手に金を持ち出す癖も唯一人治らなかった。
クーデター騒ぎではアトリー伯爵家によって編成されたエアバイク部隊の指揮を執った。逃走する相手の動きを読んで追い詰めるが、同行した隊員からは「自分が逃げるならこうするからだろ」と思われていた。
ブラッド・フォウ・フィールド
声 - 立花慎之介 / 酒井広大
乙女ゲーム内の攻略対象の1人で、広大な土地を有するフィールド辺境伯の跡取り。紫色の長髪で毛先を束ねている。5人の中では魔法が得意だが武芸は苦手で最弱。性格も打たれ弱いのにやたらと前に出たがる。自分の容姿に酔うナルシスト。使い込みが過ぎてマリエに追い出された際には、帰ってくると手品師になっていた。学園内に勝手に見世物用のテント小屋を建てようとして失敗して、苦情はリオンに回ってきた。
手品の腕は今一つだが、失敗で笑いを取る芸人のようなスタイルで人気を博し成功しているが、これはブラッドが美男子だから成立しているパターン。
婚約者は空賊騒ぎを引き起こしたオフリー伯爵令嬢で、商家が乗っ取った家に貴族の血を入れるための婚約と理解していたが、マリエと知り合ったことで婚約を破棄した。元々評判の悪い女性で互いに情もなかったため、結果的に悪縁切りに成功している。
手品の相方である兎や鳩を可愛がる優しい面や、リビアやカイルが格上の敵に襲われた際に我が身の危険を顧みずに盾になり、カーラが誘拐された際には重傷の身にも拘らず彼女を守る為に必死の抵抗を試みる勇敢な一面もあり、リオンも苦手分野を克服しようと努力する姿を見てクリスに「（得意分野での勝負に拘るクリスより）ブラッドの方が根性がある」と5人の中で最初に美点を評価するようになった。
クーデター騒ぎではリオンから借りたアインホルンで反乱勢力摘発の指揮を執った。
クリス・フィア・アークライト
声 - 遊佐浩二 / 藤井達也
乙女ゲーム内の攻略対象の1人で、剣聖と呼ばれる父を持つ伯爵家の跡取り。水色の短髪で眼鏡を掛けている。家の流儀に固執して剣しか使わないため近接一辺倒でその他のことにはあまり興味を持たない。感情表現が下手で、男女問わず気になる相手には素直になれず回りくどい態度をとる。
リオンによると、ゲーム設定でも婚約者は登場していない。
マリエとアンジェの決闘でに3番手の代理人として青い鎧で参加する。油断はしていなかったものの、自分の弱点を熟知していたリオンに一方的な遠距離攻撃を受けて惨敗。その後、修学旅行の公国交戦イベントで自分の実力を認識し、精神的成長を遂げる。
使い込みが過ぎてマリエに追い出された際には、なぜか神輿を担いだ集団と帰ってきて、ふんどし姿に固執したり風呂にこだわりを持つようになる。学園内の共同浴場を無断でヒノキ風呂に改装した。リオンに改装費の請求書は回ってきたが、これだけは苦情が出なかった。
クーデター騒ぎでは一隊を率いて反乱勢力を摘発した。
グレッグ・フォウ・セバーグ
声 - 檜山修之 / 左座翔丸
乙女ゲーム内の攻略対象の1人で、冒険者としての実績を持つ伯爵家の跡取り。赤毛を短く刈りこんでいる。槍を得手としており、自身の能力に絶大な自信をもっているが、逆に鎧などの装備に拘らず旧式の量産品（他の4人は特注品）を使っている。その結果として実力を発揮しきれない脳筋。
リオンによると、ゲーム設定でも婚約者は登場していないが、空賊騒ぎの際に本人が語ったところによると、婚約者はいたがマリエと知り合うまではそれほど女性に執着するでもなく、数える程度しか顔を会わせたことは無かったため顔見知り以上の感情は無かった。
使い込みが過ぎてマリエに追い出された際には、より筋肉に傾倒しボディービルダーになって帰ってきた。学園寮の自室を素人工事でトレーニングルームに改装しようとして失敗し、苦情と修繕費の請求がリオンに回ってきた。
当初はリオンにライバル意識を燃やしていたが、徐々に彼を信頼するようになっていく。
脳筋ではあるが聡明でもあり、ノエルの保護について迷うリオンに対し、反対に遭った際の説得について的確な助言をして衝撃を与えている。
クーデター騒ぎでは一隊を率いて反乱勢力を摘発した。

### マリエの付き人
5馬鹿とは別のマリエの付き人として常に行動を共にしている者たち。
マリエと共に5馬鹿の日常生活におけるポンコツぶりに頭を悩ませている。
カイル
声 - 竹内順子
マリエの付き人を務めるエルフの少年。乙女ゲーでは主人公が雇えるユニットで実は攻略対象の隠しキャラ。毒舌だが、攻略対象の6人の男性の中では一番良識がある。実はハーフ・エルフであり、成長速度はヒト種と同じで見た目通りの年齢。
その存在自体が種族の稼ぎに影響を与えるため、同族からも嫌悪されていた。母親と共にそんな環境から脱却すべく、好条件の雇い主を探していた。そのような理由で背伸びしていた訳だが、アロガンツに興味を持つなど年相応な面もある。
3巻以降はマリエと共にダメンズたちの行動に振り回される内に主人のマリエとの信頼関係を築く。5馬鹿がリオンの寄子扱いになった際にはマリエやカーラ共々雇用してくれるよう必死に懇願した結果、リオンに雇われる形になっている。
カーラ・フォウ・ウェイン
声 - 白石晴香
マリエの付き人を務める貴族の少女で準男爵家の次女。普通クラス。スレンダーな体型をしており、紺色のロングヘアを持つ。
寄親であるオフリー伯爵令嬢ステファニーの命令で空賊騒動を起こすがリオンにより失敗し、その空賊の悪事にオフリー家も関わっていたためオフリー家とその一派は一掃され、カーラも実家から捨てられることになり途方に暮れていたところをマリエに拾われる。脅迫に負け、被害を避けたいばかりに間違った行動を取ってしまったが、普通の感覚を持つこの世界では希少な良識的な女子。
3巻以降はマリエと共に5人のダメンズたちの行動に振り回される。それなりの思惑もあったとはいえ、孤立無援な状態から拾い上げてくれたマリエを慕うようにもなり、マリエのために力を惜しむことなく働くようになる。公国との戦争や偽聖女騒ぎを経てマリエとの間には強い信頼関係を築く。
5馬鹿がリオンの寄子扱いになった際にはマリエやカイル共々雇用してくれるよう必死に懇願した結果、リオンに雇われる形になっている。

### ホルファート王国
かつて6人の冒険者（このうち5人が5馬鹿の先祖）によって建国された王国。貴族であっても冒険者としての活躍が求められるが、それゆえに領地貴族の力が強かった。王家の影響力を増す政策として下位の貴族に限定した「女性優遇」を行っていたが、王国の想定を超えて女性たちが増長した結果が作中の状況だった。公国との戦争を経て女性優遇は改められるが、今度は一部の男性が増長している面がある。この際に多くの貴族が寄生者でしかない「妻というなにか」を離縁し、身近で支えてくれていた女性と再婚している。
王家には聖女の力を増幅するロストアイテム船「ヴァイス」が伝わっていた。聖女が乗り込むことで、周囲の人間から戦意を削ぎ落すという悪く言えば洗脳に近いシステムを持つが、起動するには2人の人間が舞台に上がり、互いの好感度を計測して一定以上の値を出す必要があり国王夫妻からマリエと5馬鹿各人が挑戦して失敗。120点満点を出したのは「オリヴィアとアンジェリカ」だった。
船のシステムにアクセスしたルクシオンによると、この起動システムは旧文明時代の資産家が新婚旅行のために船を建造した際に設置したジョークグッズだとのこと（なお、その資産家はわずか2年で離婚し、船は新婚旅行以降は倉庫送りになっていた）。

#### バルトファルト家
元々は準男爵（世襲は可能だが平民扱い）だったが、リオンの祖父の代にコツコツ開発していた領地の規模が大きくなったため、国から男爵位に認定される。男爵としては最低レベルな規模なのに貴族としての義務は発生するため、リオンが冒険に成功するまではカツカツだった。
リオンが実家にダンジョンで得た金銀財宝などを投資したため領地の開発が進み、さらにリオンが出世しまくったことで高位貴族との付き合いが増えた。
書籍版アンケート特典マリエルートで王国の建国をした知られざる七人目の冒険者の家系と推測されている。
バルカス
声 - 新垣樽助
リオンの父で男爵家当主。何かと気苦労が絶えず、普段から農作業に精を出しているため、とても男爵には見えない。
以前は本妻ゾラの尻に敷かれていて頼りない印象だったが、実際はいざという時に頼りになる人物。息子が巨乳好きなのに対して女性の尻を好む。
無茶苦茶な活躍をするリオンに胃の痛い思いをしていたが、後述するミオルがリオンを陥れようとしたことが発覚した際には領主として自ら処断した。その際に人間より強靭な獣人であるミオルを片手で制圧したり、一撃で首を斬り落とすなど戦闘力の高さを見せている。あまりの気迫にゾラ達は怯えていた。
陞爵した家を保つためにゾラと結婚したが、別居状態で金だけを搾り取られている。後に、公国軍が王都へ侵攻してきた時に、ゾラがルトアートとメルセがバルガスの子供ではないことを吐露したため、離縁する。
リュース
声 - 川澄綾子
バルカスの妾でリオンの母親。騎士家出身で、育ちは庶民。肝っ玉母さんで、若干ふくよかな体形をしている。気丈に振舞っているが、根はとても優しく、バルトファルト家の女性の中では数少ない良心。バルカスとは相思相愛だが、身分が低く正妻になれなかった。
領地で暮らしており、のちに正妻となるが、正妻になったことよりも、リオンの成長と出世の方を素直に喜んでおり、多少の複雑な気持ちはあるが、複数の嫁に恵まれたことも歓迎している。
若いころは穏和な性格はそのままでかなりの美人であった。さらにバルカス好みの良い尻だった模様。バルカスとの夫婦仲も良好で、領地の見回りという名目で小舟に乗って2人でデートに出かけたりもしている。
ニックス
声 - 河瀬茉希
リオンとは同腹の兄で次男扱い。リオンより2歳上で学園も普通クラスだったが、卒業後に長男となって男爵家次期当主となる。そのため縁談が持ち上がり、ローズブレイド伯爵家の令嬢・ドロテアと見合いすることとなる。
2歳も年上で、高位貴族の令嬢など自分には分不相応だと、なんとか破談にしようとするが、リオンの出した案がストライクで逆に気に入られてしまう。困惑するが、ドロテアの飛行船が空賊に襲われる騒ぎが起こり急行したニックスが救出するなど、すったもんだの末に互いの気持ちを確かめ、結婚する。
功績を上げ続ける弟のリオンにばかり注目が集まっているが彼自身も鎧の扱いに長けており、空賊に扮したラーシェル神聖王国の精鋭複数を相手に立ち回り軍団を壊滅に追い込むなど実力は非常に高い。
後の王都でのクーデターの際にも司令官として軍艦を率いて首謀者であるラーシェル神聖王国のガビノの乗艦を撃墜、捕らえることに成功している。
ジェナ
声 - 長谷川育美
リオンとは同腹の姉で次女扱いだったが、のちに長女となる。リオンより1歳上。実兄ニックスとは犬猿の仲。
プライドが高くわがままだが、入学当初のリオンに上位貴族に逆らわないよう忠告したり、いざという時は妹のフィンリーを庇い重傷を負う等思慮深い一面とある程度の責任感は持ち合わせている。
悪い意味で王国女子として染まっており、将来性があるなら友人の彼氏でもコナをかけ、冒険に成功したリオンの金で専属使用人を雇ったりしていた。ジルクに脅されアロガンツに爆弾を仕掛けたりもしたが、爆弾の件では実家での農作業に駆り出されている。
しかし、決闘騒ぎでの一件をリオンからはずっと根に持たれており、更に自分の使用人ミオルの裏切りが切っ掛けで専属使用人を持つことが禁止になってしまい、バルカスからは一喝され、フィンリーからも詰られ、リュースからも皮肉られている。それ以降、以前よりリオンを恨むようになった。後に男女の優位差が是正されると、最低限の家事能力を身に着けなければ嫁に出せないこととなり、四苦八苦していた。
その後も義理の姉となったドロテアに付き纏って折角ローズブレイド家から用意された縁談を｢こんな娘ではドロテアの面子を潰す｣と両親に断られ、妹のフィンリーを婚活に利用しようとする等、暴走と自爆を繰り返す。
フィンリーを連れ回したことにより、クーデター派に組したゾラに2人で捕まった際には流石に責任を感じ、右太腿に大怪我を負った身でフィンリーの盾となってゾラ達のリンチを一身に受け瀕死の重傷を負う。救助に駆け付けたオスカルに惚れ込んでしまい、妹の想い人であったが篭絡して婚約に持ち込む。
フィンリー
リオンとは同腹の妹で三女扱いだったが、のちに次女となる。リオンより2歳下。実姉のジェナ同様わがままな性格。ジェナには懐いているが、他の家族にはやや反抗的な態度を取っている。
姉のジェナとの差異を出す為に口が悪いダウナー系女子となっており、姉の後ろに隠れて兄リオンに悪態を付くことが多い。幼少よりメルセからはジェナと共に悪質な嫌がらせを受け、根深く恨んでいる。
王国女子としては染まりかけで、リオンによって女尊の風潮が革められたことから混乱する。不安定な状況でクーデター騒ぎが起こり、逆恨みしたゾラたちに拉致された際にはジェナがメルセから暴行を受けたことでキレてしまい、メルセの顔を壁に叩きつける逆襲し駆け付けたリオンもドン引きしていた。
しかし、自身が目を付けていたオスカルにジェナが惚れ込んで婚約してしまい、意気消沈してしまう。
コリン
リオンとは同腹の弟で四男扱いだったが、のちに三男となる。
領地を出たことがなく、良くも悪くも王国の常識に染まっておらず、リオンからもこのまま伸び伸びと育ってほしいと願われている。けがの療養とリハビリのために訪れたノエルにリオンの婚約者と気づかず、初めての恋をし、失恋するも自力で立ち直る。
結婚とは両親の様なものと認識しているが、兄姉それぞれの結婚観が違い過ぎて困惑している。
WEB版三嶋与夢のメモ帳内「乙女ゲー世界はモブの弟にも厳しい世界です」では、オシアス王国へと留学している。
ユメリア
バルトファルト家のメイドで、カイルの母親。エルフ。一児の母とは思えないほど天真爛漫な女性で、人が好過ぎると息子のカイルからも心配されている。容姿も幼く見えるが、胸は大きい。
複数の魔力をもつ「混ざりもの」と呼ばれ、同族からも嫌悪されていた（これは文化的なものではなく、生理的嫌悪感らしい）。郷の外に出て大道芸で暮らしていた間に人間との間にカイルを産んでしまい、愛人奴隷として働くエルフたちにとって危険な存在とされていたが、リオンによって実家のメイドとして雇われることとなった。
通常の魔法が使えない代わりに「植物を急成長させる魔法」が使える。生理的嫌悪感だけで彼女をきらうエルフたちにリオンやルクシオンは疑問を呈していた。書籍7巻「イデアルの約束」によると、イデアルを管理していた基地に引き取られたエルフの少女・ユメ（戦奴隷としての規格に届かず、廃棄扱いだった個体）との繋がりが示唆されている。
ゾラ
声 - 折笠愛
バルカスの正妻。王都で暮らしており、領地の運営に関係なく仕送りを要求するが、実際には愛人との子を跡継ぎとしていた。身分を笠に着ているが、自身は男爵夫人でしかなく、公爵令嬢であるアンジェリカの顔も知らなかった。
「淑女の森」と称する団体で貴族家の次男以下を身売りさせ、奴隷扱いしたり国からの年金目当てに戦場送りして私腹を肥やしている。
王国の危機に際して逃亡したことから貴族位を取り消される。リオンを逆恨みした末、クーデター騒ぎに乗じて復讐しようとするが、息子であるルトアートすら男というだけで使えなければ役立たず呼ばわりして魔装の欠片を埋め込むが暴走したルトアートに食い殺された。
ルトアート
ゾラの息子で長男とされていたが、後に愛人の子であることが発覚し、バルカスから家門を追放される。
弱者相手には残酷なくせに強者相手では直ぐに逃げ出すという情けない男。
王国の危機に際して逃亡したことから貴族位を取り消される。その後、ゾラの命令で庭師見習いとして学園に潜入していた。本人も不満たらたらだったが、正体を知らずに仕事ぶりを見かけたマリエからは「自分の方が上手い」と酷評されていた。
リオンを逆恨みした末、役立たずと罵られてゾラによって魔装の欠片を埋め込まれて怪物化し、母と妹を食い殺した末に暴れまわり処分される。
メルセ
ゾラの娘で長女とされていたが、後に愛人の子であることが発覚し、家門を追放された。
母と同様に傲慢な性悪で、実弟であるルトアートすらも見下している。しかも、腹黒い性格である故に悪事のやり方も陰湿な為に余計に質が悪い。
幼少期から妾腹一家の姉妹であるジェナとフィンリーには嫌がらせを重ねて行い、特にフィンリーから根深く恨まれている。
王国の危機に際して逃亡したことから貴族位を取り消される。その後、ゾラの命令でローランドにハニートラップを仕掛けていたが、見抜かれており逆に利用される。
リオンを逆恨みした末、母に追従してジェナに暴行するが、キレたフィンリーに逆襲された末に暴走したルトアートに食い殺される。
ミオル
ジェナの専属使用人。購入費はリオンが出したが、当の本人はリオンを嫌っておりリオンを陥れる工作をする。主人であるジェナのことも内心見下している。
公国との戦争時に裏切り行為が発覚した結果、バルカスによって処断された。

#### 学園
クラリス・フィア・アトリー
声 - 鈴代紗弓
伯爵令嬢。リオン達より1つ上の先輩。ボリュームのあるオレンジ色の髪でスラリと背の高いモデル体型の美女。 ジルクの婚約者だったが、一方的に婚約を破棄されてやさぐれていた。元は如何にも優等生という装いだったが、初登場時は制服を着崩したギャルの様な出で立ちになっていた。
本来は心優しく情が深い女性で取り巻きからも慕われているが、逆に理想を投影されて崇拝に近い扱いをされている。実家はエアバイクのレース場をもっており、エアバイクを利用する方面には顔が利く。
ジルクに婚約破棄された後、専属使用人を多数侍らせ不良のように遊びまわるなどをしており、父親のバーナード伯爵（王国大臣の1人）や取り巻きの男子達からは心配されていた。ジルクへの恨みから体育祭のエアバイクのレースで彼に対し激しい妨害工作を行っていたが、リオンが負傷したジルクの代わりに優勝し、その交換条件としてジルクが彼女に謝罪をしたため誤解が解ける。
その後吹っ切れたようであり、クラリスの父であるバーナードからリオンに感謝の言葉と特注のエアバイク（後のシュベールト）を贈っている。
ジルクの件で本人もリオンに好意を持ったようであり時々リオンのお茶会に参加している。卒業後は取り巻きの縁談も纏まっていくことで本人は肩身の狭い思いをしているが、前述の通り取り巻きからは男女問わず崇拝されていて取り巻き内で纏まったカップルがクラリスを褒めると止まらなくなる。このような状況だったが、神聖帝国（を乗っ取ったロストアイテム）との決戦前にはリオンから言質を取って妻の1人となる。
ディアドリー・フォウ・ローズブレイド
声 - 喜多村英梨
伯爵令嬢。リオン達より1つ上の先輩。金髪縦ロールと絵に描いたようなお嬢様で女王様気質だが、異性から高圧的な態度を取られたり罵倒されると喜ぶ性癖を持つ。修学旅行での出来事でリオンを評価する。クラリスと同様にリオンにコナを掛けていたが、姉であるドロテアがリオンの兄・ニックスと婚約したことで義理の姉妹となる。
卒業後は王宮に務め、公用ついでにリオンのもとを訪れている。神聖帝国との決戦前にはリオンから言質を取って妻の1人となる。
ダニエル・フォウ・ダーランド、レイモンド・フォウ・アーキン
声 - 坂泰斗（ダニエル）、土田玲央（レイモンド）
学園の上級クラスに通う生徒で、実家も貧乏貴族であり似たような境遇のリオンと仲の良い友人となる。ダニエルは褐色肌で筋肉質な体格をしており、レイモンドは眼鏡をかけて中性的な容姿をしている。準男爵から男爵位に昇格した経緯があるゆえに、リオンと境遇が似ている。
彼らを含めた似たような境遇の仲間は、リオンが公国との戦いで手に入れた飛行船と鎧を譲渡されるが整備などはリオンに依存しており、契約によって（後方の数合わせ程度の扱いだが）戦いに協力させられる。
ステファニー・フォウ・オフリー
声 - 諏訪彩花
伯爵令嬢。ブラッドの婚約者である令嬢でカーラの寄り親。ルックス自体は悪くないのだが、自身の優越を驕り他者を蔑む態度が全てを台無しにしている。
彼女の家は所謂悪徳貴族であり元々は商人であったものの先代当主の時に貴族の家を乗っ取っており、法の網をかいくぐるあくどいやり方で陞爵して伯爵になった経緯を持つ。またオフリー家の派閥はアンジェの実家のレッドグレイヴ派閥と対立しておりステファニー自身もアンジェのことを快く思っていない。
リオンと5馬鹿たちの決闘で大損した結果、文化祭でリオンに嫌がらせをしている最中にお忍びで現れたミレーヌに発見され咎められるが、聞く耳を持たず彼女に対し暴言を吐くがそれを大義名分にしたリオンに使用人たちを一網打尽にされる。
その後はカーラを使い、平民であるオリヴィアに標的を定め共犯関係にある空賊にリオン達を襲撃させるが、リオンとルクシオンらに討伐され失敗し、修学旅行の後、これまでのカーラの自白などで悪事が明るみに出たことで所属していた派閥にあっさりと見限られ、当主の父と跡取りの兄を処刑されて家は取り潰しとなり、自分は学園から追放される。それに伴いブラッドとの婚約は破棄されるが、婚約自体政略結婚であり、彼女自身ブラッドとは顔を合わせることが少なくブラッド自身彼女の性格などを知らなかった。
アニメでは「ステファニー」とクレジットされ、以降の作品もそれにならうようになった。それ以前のWeb版や書籍などでは名前がなく「伯爵令嬢」などと紹介されるにとどまっている。
アーロン / アーレ
オリヴィアの1学年下の特待生。3作目の攻略対象。
冒険者としての実績を認められて入学したが素行は悪く、案内をしたオリヴィアに手を出そうとしてクレアーレに気絶させられたのち、特殊な趣味の男子学生に引き渡される。
その後、性的嗜好の変化とクレアーレの実験によって女装趣味に目覚め、クレアーレとマリエに冒険者としての稼ぎ全てを払う一大決心して性転換する。自身の理想の女性を目指した結果、学園の生徒・職員問わず男性陣からは大人気となる。性転換したことで女子寮に移り学園内でも女子として扱われるようになり、ジェイクと交際するようになる。
冒険者として鍛えた実力は健在だが、女子としては若干大柄な体格を含めて女らしくないと恥じ入っている。性転換したものの、王国に性別変更に関する法律が整備されている訳がなく、書類上は男子のままでありジェイクとロブソンの決闘では資料を読んだ実況役によって周囲の実情を知らなかった者たちに知られてしまう。
オスカル・フィア・ホーガン
ジェイクの側役。3作目の攻略対象。人違いで知り合ったフィンリーと親しくなるも、最終的にはジェナに篭絡される。
筋肉に傾倒しており物腰は柔らかいが、ジェイクに対しては慇懃無礼な態度と、ジルクとグレッグを足して割ったような性格。
ロブソン・フォウ・イーサン
伯爵子息。「自分は天才」と信じているタイプで傲慢な性格。アーレに一目ぼれしてジェイクに決闘を申込んだ。
師匠（ルーカス）
声 - 速水奨
学園の教師で、社交の一環でもあるお茶の授業を担当。そのお茶の腕前と完璧な紳士振りに感動したリオンからは師匠と呼ばれ、尊敬されている。リオンたちが共和国に留学した2年時からは学園長に就任している。
実は先代国王の弟で公爵位を持つ王弟。先王が亡くなった際にも王位に就くことを期待されていたが、王国が混乱することを望まず、趣味のお茶に没頭する形で後継争いから離脱し、王太子だったローランドが王位に就くようにした。

#### 王家
ローランド・ラファ・ホルファート
ホルファート王国国王。良い格好しいで、若作りした40男。王の座を叔父に押し付けられる形で即位させられて、「自由がない罰ゲームみたいな椅子が欲しい奴らの気が知れない」と考えており王位を嫌っている。普段からおちゃらけた言動が多く、臣下からの人望は皆無に近い。
3巻ではリオンが公の場で自分の見せ場を奪ったとへそを曲げ、半ば嫌がらせに近い意図で出世させた。それ以来リオンとは仲が悪く、互いに嫌がらせをやり合うなど、喧嘩相手となっている。
公国戦で没落した不平勢力のクーデターも読んでいたが自作自演の服毒騒ぎを起こし、リオンに始末を丸投げした。有力貴族の革命行動にも気付いており、その解決策も意図している。
女癖も悪く、何人もの側妃や愛人がおり、そのため元々政略結婚だったとはいえ、ミレーヌとの仲も冷え切っている。その結果、嫉妬し合う側室や愛人達に刺されてしまうこともあるほど。
リビアのような若い女性が好み。ゲームでは主人公であるリビアに対してやけに物分かりの良い人物として描かれていたが、単純に若い娘好きであることが理由と判明し、リオンを辟易させる。
ミレーヌに目撃されて未遂に終わったが、パーティを抜け出しリオンを探そうとして迷子になったリビアに甘い声を掛けて、そのままベッドに連れ込もうとした。
良い格好しいの行動は幼馴染の宮廷医師や付き合いの長い高位貴族たちからも呆れられている。国王という立場なのに「いざという時、活躍するため」と称して特注の鎧と変装コスチュームを用意していたのが家族にはバレており、公国戦ではユリウスに持ち出された。だが客観的に見て身分を隠した騎士など不審人物でしかないのに、それに気が付かない。
ミレーヌ・ラファ・ホルファート
声 - 大原さやか
ホルファート王国王妃でユリウスとエリカの実母。30代だが少女にしか見えない様相と美しさを持つ。レパルト連合王国出身で王国の風習は嫁いでから知った。
「メインキャラと恋愛関係にならない」と距離を置いていたリオンが明確に恋愛感情を持って結婚を申し込んだ相手であり、本来のゲームではアンジェリカの肩を持ってリビアにきつく当たるヒール役にもかかわらず、リオンが恋愛感情を持ったが為にリビアとアンジェにとって共通の恋敵へと変わっていく。さらにマリエに入れ込んで堕落して行くユリウスにあきれ返っており、ゲーム本来の立ち位置から最も脱線した立ち位置へと化して行く。
公国との戦争で王家所有のロストアイテム船「ヴァイス」を失ったこともあって、有力貴族の王国離れを阻止する力として強力なロストアイテムを持つリオンの取り込みを企んでいる。アンジェはそのことによってリオンが政治利用されることを危惧するようになる。国の主権が禅譲された際にローランドから（実際は厄介払いの口実として）離縁され、リオンの妻の1人となる。
ジェイク・ラファ・ホルファート
ホルファート王国第2王子。ユリウスの2つ下の異母弟。エリカとは月単位でしか離れていないが兄となっている。3作目の攻略対象。
以前から異母兄ユリウスを追い落として王位に就くと公言していたという上昇志向の持ち主。背が低く非力なことにコンプレックスを持っている。兄と同様に悪い意味で父親そっくり。
エリカ・ラファ・ホルファート
ホルファート王国王女。ユリウスの2つ下の同母妹。転生者でマリエの前世の娘であり、前世のリオンの姪（リオンの死後に生まれたため、直接の面識はない）。
3作目の悪役令嬢だったが、リオンを王国に囲いこむために婚約が提案される。アンジェ同様高貴な身分としての義務と責任を弁えている。
作中の前年まで病弱で気が付いたら前世の記憶を持った状態でいた。前世では借金を負ったマリエによって祖父母（リオンとマリエの前世の両親）に預けられ、60代までは生きた。

#### 貴族
エリヤ・ラファ・フレーザー
伯爵子息。エリカの婚約者。ゲームでは太っちょの腰巾着だったが、転生者だったエリカに励まされて鍛錬を積み、ポッチャリレベルまで痩せていた。そのため、ゲーム中の姿しか知らない転生者は気が付かなかった。
マルコム・フォウ・フランプトン
侯爵。ユリウスとアンジェの婚約が破棄されたことで勢力を伸ばしてきた派閥の領袖。頭角を現すリオンを成り上がり者と蔑んで潰そうと策略を巡らせる。公国とも通じるが、逆に公国に攻め込まれた末に背任の証拠を押さえられて失脚した。

##### レッドグレイブ家
ヴィンス、ギルバート
声 - 岸野幸正（ヴィンス）、野島健児（ギルバート）
アンジェリカの父親と兄。
ユリウスたちを叩きのめし、道理を通した上で自身の進退を差し出した（実際には退学して引き籠りたいだけの）リオンを気に入る。求心力も支配力も衰えた王家を見限り、挿げ替えようと画策している。
コーデリア
アンジェリカ付きのメイド。アンジェには幼少期から付き従っており、アンジェLOVEな人。初登場時の年齢は24歳。幼いころから公爵家で行儀見習いとして働いてきた貴族出身の上級メイドで、アンジェに対する忠誠心は強く彼女からも信頼されている。
そのアンジェに酷い仕打ちをしたマリエやユリウスを激しく嫌悪しており、新たな婚約者であるリオンにも厳しい目を向けていて、彼がマリエと親しくしていることを快く思っていない。
浮気の疑いから共和国に留学中のリオンを見張るための監視役に立候補する。目を光らせてはいるが、共に働くことになったユメリアのペースに乗せられて、中々思うように行ってない。

##### ローズブレイド家
ドロテア・フォウ・ローズブレイド
伯爵令嬢。リオンの先輩であるディアドリーの姉。グラマラスな体型かつ妹と同じ金髪碧眼でストレートヘアーにしている。性格は基本的にクールで大抵の物事に関心を抱かない冷たい態度であったが、ニックスに恋をして以降は典型的な恋する乙女となり、今までの物事への無関心さを反省するようになった。ニックスと婚約以降は自分とニックスの生活を最優先に考え、ニックスの家族にも親しくする一方で、ニックスを軽んじる者は例えニックスの家族であろうと容赦をしない。
男性に対して独特な理想を抱いており、当初は伴侶に対して主導権を奪い合うライバルのような関係になれる相手を求めており、男性とのデートの際に相手に首輪をつけて連れまわすという奇行を行い、貴族間で悪い噂が出回っており、ローズブレイド家もこのことを隠していた。
ファンオース公国との戦争やアルゼル共和国での活躍により王国で出世頭となったリオンの実家であるバルトファルト家のニックスにローズブレイドが縁談を持ち掛ける形でニックスとの見合いを行い、当初は興味を持たず冷たい態度だったが、リオンの入れ知恵によりニックスが首輪を持ち出したことで彼を運命の相手だと感じてしまう。その後誤解であることを告げられ、失望しながらも帰路についているところを空賊に扮したラーシェル神聖王国の軍勢に襲われたところを鎧に乗って駆け付けたニックスに救われ、彼に恋をする。以降はニックスと真剣に向き合うようになり、互いの気持ちを確認し合った後、婚約することとなる。
以降、バルトファルト家に移り住み、バルカスやリュースら義家族と良好な関係を築く一方で、兄であるニックスを軽んじるような態度を取る義妹ジェナに対しては陰ながら釘を刺し、ユメリアを買収し、ジェナへの監視を行わせたりなどした。

### ファンオース公国
元々はホルファート王国の公爵領だったが、独立したことで対立・戦争をしていた国家。互いに侵略してきたのは相手側と認識していたが、実際は配下の寄子貴族の謀略によって戦争を引き起こされており、先代の公王夫妻は講和をしようとして謀殺されていた。
ヘルトルーデ・セラ・ファンオース
声 - 雨宮天
ファンオース公国の公女にしてゲームの「第1作目」のラスボスである少女。長い黒髪で、白い肌に赤い瞳が特徴的な細身でリオンが憐れむほどの貧乳。
リオン達とは公国の先遣隊として王国の学園の修学旅行を襲撃した時に出会う。魔笛と呼ばれる魔物を操るロストアイテムを使い敵対をする。修学旅行帰りの学園生の船を襲撃しアンジェを拉致するが、リオンに拉致され返される。
しばらく王国にいたが、宝物庫に死蔵されていた魔装の腕を公国に送った。ヘルトラウダが亡くなり、配下の寄子貴族の謀略によって踊らされていたことを知ると自らも守護神を呼び出すが、マリエが理解を示したことによって翻意する。
リオンの実力を知ってからはことあるごとに公国へ勧誘していたが色よい返事はもらえなかった。戦後にエルフの里長から聞いた予言を思い起こし、利益だけではなく真摯にリオンを誘っていれば良かったのかと悔いのある様子を見せた。
戦後は王国の支配下となった公国を立て直すために働く。神聖帝国との決戦前にはリオンから言質を取って妻の1人となる。
クールな様に行動しているが、実はけっこう寂しがり屋で怖がり。漫画8巻の描き下ろし小説ではリオンのロストアイテムの情報を得ようとパルトナーの艦内を探索していたが、客員以外は人っ子一人いない艦内に怯みはじめ、行き当たった作業用ロボットに怯えて逃げ回っていた。
ヘルトラウダ・セラ・ファンオース
ヘルトルーデの妹。姉とよく似た容姿だが、胸が豊か。魔笛の扱いでは上回る能力を持つ。
実は「3作目のラスボス」だったが、リオンによってヘルトルーデが拉致されていたため、守護神を呼び出して亡くなった。
魔笛
公国に2本だけ伝わっていたロストアイテム。横笛の形をしたそれを奏でることで、魔物を呼び集めて使役するほか、守護神と呼ばれる巨大な魔獣を呼び出せる。ただし、守護神を呼び出せば召喚したものは命を失い、召喚をリセットすると魔笛そのものが砕け散り2度と使えなくなる。
マリエルートで魔笛に保存されていたデータ（守護者）を魂を対価に呼び出す代物と判明

バンデル・ヒム・ゼンデン
声 - 宇垣秀成
公国子爵。「黒騎士」の二つ名を持ち、公国の英雄でクリスの父である「剣聖」が一度も勝てなかった強者。王国との戦争で妻子を亡くしており、忠誠心以上に復讐心が強い。
ヘルトルーデがフランプトンから譲渡され公国に送った魔装と融合してリオンと戦う。あわやというところまでリオンを追い込むが、魔装に侵食されたことで復讐心のみの怪物となり敗れる。
文庫版アンケート特典マリエルートで家族の復讐のために公王暗殺を黙殺していたと判明。（主導、実行犯ではない）
ゲラット
声 - 黒田崇矢
公国伯爵。巻いた髪型と髭が特徴の男。ヘルトルーデと共に修学旅行帰りの学園生徒が乗る客船を襲撃。人質としてアンジェを連行し、残された者たちは全員処分すると宣言した。
人質として連行されたアンジェを奪還すべく、突入してきたリオンにショットガンのストックで殴られて昏倒させられた際にルクシオンによって髭を永久脱毛処理される。品性は低く、リオンと動員された学園生徒によって戦況が逆転すると自身の名誉のために魔物を無秩序に呼び集める手段を使った。このことで味方からもたこ殴りにされてリオンが捕らえた際にはすでに拘束されていた。戦闘後はリオンによって使える装備を残らず取り上げられて浮島に放置された。
ヘルトルーデが拉致された際には事前に決められていたとはいえ見捨てることを宣言したことから伯爵以上の貴族が戦争を主導していた模様。

### アルゼル共和国
レリア・ベルトレ / レリア・ジル・レスピナス
ノエルの双子の妹。だが、ゲームの設定には存在しない人間で転生者。バッドエンドが嫌いでそっちのルートは避けていたため、ゲーム知識は穴がある。聖樹の巫女の適正が無い（と幼少期に両親に言われたために）ため、主人公となる姉のノエルを攻略対象であるロイクとくっつけるため画策するが、ゲーム知識が中途半端なのと、真剣にノエルやロイクと向き合わずに無理矢理推し進めたため、ロイクとの関係は破綻し、他の攻略対象とのフラグも回収できなかった。そのうえで、自分は攻略対象の中で安牌と揶揄されるエミールと婚約している。
前世では要領の良い姉に親の愛情を奪われ、挙句に自分の婚約者までも奪われたことで姉への憎しみと劣等感を抱えている。転生後も前世の家族関係がトラウマとなり、劣等感と心の傷から、他人を信用せず、自己保身に走りがちで、相手より自分を優位に見せることで精神の安定を図る癖と、上記の半端なゲーム知識と合わせて、自分に都合の良いところだけを見て、都合の悪いところを無意識に避ける癖がある。姉のノエルに対しても前世の姉の影を引きずり、転生者としての知識を活かして両親やレスピナス家の家人たちから天才と周囲の関心をさらっていながら、ノエルに巫女の適正があるという一点で劣等感を抱き、自分より両親に愛されていたと現実と前世の記憶を混濁させている。
ラウルト家に対してもゲームでアルベルクがラスボスであったという知識と幼少期にラウルト家に家を滅ぼされた経験から、一方的に悪人と決めつけ敵視している。
ラウルト家の養子となったセルジュからは姉に対して愛憎を抱いているという共通点をきっかけに好意を抱かれ自分と付き合うよう迫られて、それに比例して、婚約者であるエミールに対して不満と苛立ちを抱くようになり、エミールにセルジュとの仲を問いただされた際にも真摯に向き合わず苛立ちをぶつけるような態度を取った。結果としてこれがエミールの心の闇を招き、セルジュの反乱の際にレスピナス家の裏の顔をアルベルクに告げられ気が動転し、さらにリオンに敗北しセルジュが殺されそうになると必死でセルジュの助命を請うよう手当たり次第に縋り、それが引き金となってイデアルと内通したエミールに殺されかけたところをノエルに庇われる。
そこで、両親がノエルより自分に期待をかけていて、ノエルをレリアを守るための身代わりとして扱っていたことを聞かされ、そこで初めて自分の振る舞いが前世の姉と婚約者と同じものだったことに気づき、激しい自己嫌悪に陥り、単独で聖樹と一体となったエミールの下に向かい、聖樹に取り込まれる。聖樹の中で自身の前世をエミールに知られ、レリアも傷を負っていたことをエミールに理解され許され、そこで思念体となって自分を救いに来たノエルと、彼女に生きるよう送り出したエミールに見送られ、生還を果たし、新たな聖樹の巫女の紋章を得る。最後の最後で自分を愛してくれた存在に気付いたものの、自身の振る舞いのせいでその全てを失ったことに言いようのない喪失感を抱く。
その後は共和国の復興のため、聖樹の巫女として共和国の象徴として生きることを選び、ノエルに自分が奪ってしまった幸せを取り戻すよう願った。

#### 六大貴族

##### ラウルト家
アルベルク・サラ・ラウルト
六大貴族のラウルト家当主で、共和国議長代理。ゲームでは2作目のラスボスとなっている。共和国の貴族の中では珍しく聖樹を妄信しておらず、聖樹に依存し、縛られている現状を憂いており、家や国の利権よりも家族を重要視する情の厚い人物。
かつてノエルとレリアの母と婚約していたが、ノエルたちの父親に母親を奪われる形で婚約を破棄される。周囲からの嘲りをこらえながら二人を祝福するも、二人が聖樹を裏切り守護者と巫女の紋章を失っていたこと、代わりに聖樹を研究し、自分たちを支配する方法を作り出そうとしていたことを知り、共和国の秩序を脅かすとして、六大貴族の総意を以ってレスピナス家を滅ぼした。その際、子供であったノエルとレリアを見逃し、市井の子として過ごせるよう手配した。
共和国から留学してきたリオンとは、フェーヴェル家とのいざこざの際に初めて会い、かつて亡くした息子が成長した姿そのままの彼を見て驚愕を隠せなかった。共和国の変革の好機であるという思惑もあってリオンの提案を受け入れ、彼を家に招待し、共に食事をした際にも亡き息子と同じ仕草を見せる姿に動揺していた。それ以降、数々の騒動の中で利害の一致もあり、リオンとは六大貴族の中で唯一良好な関係を築いており、息子のように思う素振りも見せる。
ルイーゼ・サラ・ラウルト
ラウルト家の令嬢。肩まであるイエローブランドの髪と紫色の瞳を持ち、グラマラスな体型をした大人の魅力に溢れた女性。ゲームでは2作目の悪役令嬢。
かつて亡くした弟のリオンを深く愛しており、異性としても好意を持っていた。そのため、かつて父を袖にしただけでなく、リオンとの婚約を持ちかけながら、リオンの葬式の際に顔すら見せなかったレスピナス家を嫌悪している。リオンの婚約者になるはずだったノエルに対してはレスピナス家であるというだけでなく、リオンの婚約者であり、リオンが自分よりノエルを一番にするということを言っていたこともあり、弟を自分から奪う女として敵視しているが、同時にリオンの婚約者であるという点で気にかけてもいる。養子となったセルジュに対しては、当初優しく接しようとしたものの、リオンとの思い出の品を焼き払われたことで深く憎悪するようになる。
ホルファート王国からの留学生であるリオンとは共和国でノエルに絡んでいた際、偶然一緒に居合わせたところで初めて出会い、弟の生き写しのような姿に驚愕し、その後リオンが一人のときに改めて接触し、彼にお姉ちゃんと呼んでと要求したことでリオンを驚かせた。それ以降共和国において全面的にリオンの味方となり、同じ六大貴族とリオンが争った際にも共和国の利益よりもリオンを優先し、アルベルクにたしなめられている。聖樹の花に擬態した魔装が弟を装い自分を生贄に求めた際にはそれに従おうとしたが、リオンやノエルによって欺瞞を暴かれ、救われることとなった。
その際、夢の中で弟のリオンが助けに来たと話していたことや、同じ夢らしきものをリオンが見ており、ルイーゼと弟だけの秘密をその夢から言い当てていたことから、リオンとラウルト家のリオンとの間に何らかの繋がりがあることを示唆されている。リオンが王国に帰る際には最後に自分をお姉ちゃんと呼ぶリオンに泣きながら抱き着き、リオンが振り返った際にキスをして、絶対にまた会いに来るように告げ別れる。リオンからはその美貌や自分を最大限に甘やかしてくるルイーゼにジェナと姉を交換したいと思っている。
神聖帝国との決戦前にはリオンから言質を取って妻の1人となる。
セルジュ・サラ・ラウルト

##### その他の登場人物
ピエール・イオ・フェーベル

ロイク・レタ・バリエル

フェルナンド・トアラ・ドルイユ

ユーグ・トアラ・ドルイユ

エミール・ラズ・プレヴァン

イデアル
ロストアイテム。旧人類勢力の補給船。

### ラーシェル神聖王国
ホルファート王国や共和国、連合王国と対立している国家。聖樹と6大貴族の混乱に乗じて共和国に攻め込んだほか、淑女の森を中心とした王国内の不平勢力を煽ってクーデター騒ぎを起こした。新人類としての伝承が強い傾向があり、聖騎士と呼ばれる魔装の欠片を短時間ながら制御する訓練を受けた騎士が存在する。
冒険者の地位が低く、5馬鹿を始めとした王国人の祖先が暮らしていた国でもある。その扱いの不満もあって王国が建国されたため、関係は悪い。
ガビノ
神王国の貴族。書籍版で登場。
リオンの打倒を兼ねてセルジュのクーデターに協力する。クーデター失敗後はリオンの実家に来たローズブレイド姉妹を空賊を装って襲撃し、<淑女の森>を始めとした失脚貴族の計画した暗殺事件やクーデターを支援する。
最後は王都でのクーデターに合わせてリビアやアンジェを捕えるべく学園を攻撃するが、突入した部下は生け捕ろうとしたアンジェに逆に生け捕りにされ、ノエルを守る聖樹に完敗し、エリカを捕えようとした別動隊はユリウス達に倒され、飛行戦艦からの砲撃もリビアに防がれてしまう。
万策尽き、撤退するが司令官として戦艦を率いて駆け付けたニックスの追跡を受け、逃げ切れないと判断し、小型艇を側近に用意させ、部下を戦わせている間に自分だけ逃亡を図ろうとするがニックスによる艦砲射撃で一瞬で乗艦を撃沈され、空賊としてローズブレイド家に引き渡された。

### ヴォルデノワ神聖魔法帝国
ミア / ミリアリス・ルクス・エルツベルガー
3作目の主人公。帝国からの留学生だが、本人は裏も無く学園生活を楽しんでいる。前年から原因不明の体調不良に苦しんでいる。実はバルトルトの隠し子で、新人類の括りではロストアイテムに対して最も高い権限を持つ。最終決戦ではフィンの死からロストアイテムと融合して暴走するが、生きていたフィンに制止される（Web版では死亡）。
フィン・ルタ・ヘリング
ミアの守護騎士。転生者だが、前世では妹のプレイしていたゲームを斜め見した程度。前世の妹に似たミアを保護することを目的に守護騎士となった。
ミアの体調不良をゲームイベントで解決できないかと王国に同行してきた。ゲームには登場しないリオンを警戒し、不平勢力による殺人事件の現場でかちあったことで戦闘に突入するが、互いに守りたいものを守るために休戦したのち情報のすり合わせを行う。リオンとは、互いの武装（アロガンツとブレイブ）について「相手の方がヤバかった」と言い合っている。
最終決戦ではミアを護るためにリオンと戦うが敗れ、生死不明（Web版では死亡）となったことでミアが暴走したのだが、生きていたことを伝えて止めた。
ブレイブ
新人類側のロストアイテムで魔装の生体コア。普段はルクシオンの端末機に似た黒い眼玉のような姿をしている。魔装としては固有の名前を持つ「ネームド」だが、フィンからは「黒助」、ミアからは「ブー君」と呼ばれている。
フィンと融合することでアロガンツと似た姿の戦闘形態に変わる（順番から言えば魔装に対抗するために鎧が開発され、初期に開発された旧式はアロガンツと似た外見だった）。ルクシオンの探査やドローンとの中継を妨害できるが、比較して戦闘面に特化している。ルクシオンの同型艦とも戦ったことがあり、正直に言えば2度と戦いたくないと考え、ルクシオンとは互いに先制攻撃で叩く機会を窺って居おり、主人からの許可を求めている。
最終決戦ではリオンに敗れたフィンを自らと引き換えに救う。
バルトルト
帝国皇帝。転生者。フィンによると、プライベートでは相談に乗ってくれる気のいい人物とのことで旧人類との融和を進めようとしていたが、神聖帝国というか新人類のみを守護するロストアイテム（魔装の親玉）に操られた息子に殺される。

## 舞台設定
あらすじ節に記述されている通り、本作はリオンが前世でプレイしていた乙女ゲームの世界を舞台としているという設定である。元となったゲームは、恋愛シミュレーションでありながら、RPG要素と戦略シミュレーション要素が混ざっており、さらに戦闘パートが課金アイテム前提としか思えないゲームバランスのため、作り込みに反して評価の低いゲームだった。
空に多くの浮島が存在する世界で、第1巻〜第3巻の舞台となるのは主人公たちが所属する「ホルファート王国」という国である。封建制のような制度を取っている国で、領主用の公爵・男爵といった爵位のほかに、領地を持たない宮廷貴族用の階位があり、一位（国王）から九位（騎士）まで存在する。領主にも宮廷階位は与えられているが、彼らにとっては国王への面会権程度の恩恵しかないため、階位の高さは爵位に必ずしも比例はしない。
冒険者が興した国であるため、冒険を尊ぶ思想を持つ傾向があり、特に貴族は冒険者の末裔であることを誇りに思う者が多い。そのような国柄のため、冒険者の功績とそれに付随する権利は固く保証されている。
また、主人公の成り上がり物語のきっかけにもなった要素として、この国では主に中流貴族を中心に女尊男卑思想が蔓延している。男性貴族は結婚しないと不良物件扱いされるため、結婚してもらうために女性を厚遇しなくてはならない。そのため足元を見た女性側（特に男爵家〜伯爵家の令嬢）は男性に対して尊大な態度をとる傾向があり、結婚後も夫を冷遇する一方で自身は公然と愛人を抱え、ひどい場合は愛人との子を夫に養わせる。しかし、いわゆる男女逆転世界というわけではなく、一家の大黒柱としての役割を課せられるのは男性側のままで、立場だけが女性優位。リオンはこの歪な社会を乙女ゲームゆえのご都合主義と認識していた。
また、この世界には科学技術に優れた旧人類（現代人の系譜）と魔法技術を有する新人類の戦争によって旧人類が滅んだという歴史が存在しており、旧人類の文明（ロボットや宇宙船）がロストアイテムとして登場する。
エルフや獣人といった亜人種も存在しているが、旧人類が戦力として開発した種が野生化したもの。彼ら自身はそれを忘れ去っており、長い寿命も高い戦闘力も「戦奴隷として使役するために与えられた能力」とは知らずに自分たちを上位種だと思い込んでいて、ルクシオンの分析だと祖先より能力は劣化している。

## 制作背景
本作品は、男性向け小説であり、主人公は乙女ゲームの世界のモブに転生した男性である。ただ、作品執筆のきっかけとなったのは、女性向けの「悪役令嬢もの」の作品であったという。同ジャンルは「小説家になろう」の中でも人気の高いのジャンルだが、モチーフ柄女性向けの作品が多く、「男性が楽しむ乙女ゲーの作品があってもいいんじゃないか？」と思い立ったのが発端とのこと。世界観は男性向けのハーレムものの男女を逆転させており、また、そのような女尊男卑の世界になったことについては明確な理由を用意するように意識している。
本作は「小説家になろう」への投稿作品として発表され、その後商業出版された。ただし、「2作目の悪役令嬢」を新たに登場させるなど、単行本4巻は大幅な書き直しが行われており、第5巻はまったく別の内容となっている。
単行本3巻以降のアンケート特典にはIFルート「マリエルート」が掲載されており、6巻時点ですでに2冊分に近い文字数になっている。
2018年からは潮里潤の作画でコミカライズが行われており、2020年2月には小林裕介主演のボイスコミック化が行われた。同年7月には単行本6巻の限定版・特装版の付録として、ドラマCD化が行われている。

## 社会的評価
本作品は、2019年11月に小説の既刊4巻全巻が重版となっており、2024年7月時点でシリーズ累計部数は450万部を記録している。
「次のヒット作はこれだ！ 新作ラノベ総選挙2019」新文芸・ブックス部門（BOOK☆WALKER）では3位に選ばれた。また、『このライトノベルがすごい！2020』のランキングでは単行本部門の8位に選出されている。また、2019年10月30日 - 11月10日の「GCノベルズ5周年 ボイスドラマ化投票」で1位となった結果、前述のドラマCD化が行われた。
KADOKAWAのダ・ヴィンチニュースは、ゲーム世界のモブに転生しながらも活躍するという本作品のストーリーについて「自分の力で物語を進めていく楽しさと充実感を存分に教えてくれる」ものだと評した。声優の小林裕介と白井悠介は、本作品の特徴として、主人公の行動の爽快感を挙げている。

## 既刊一覧

### 小説
- 三嶋与夢（著）・孟達（イラスト） 『乙女ゲー世界はモブに厳しい世界です』 マイクロマガジン社〈GCノベルズ〉、全13巻
  1. 2018年6月4日初版発行（5月30日発売[28]）、ISBN 978-4-89637-753-8
  2. 2018年11月2日初版発行（10月30日発売[29]）、ISBN 978-4-89637-830-6
  3. 2019年4月3日初版発行（3月29日発売[30]）、ISBN 978-4-89637-864-1
  4. 2019年9月4日初版発行（8月30日発売[31]）、ISBN 978-4-89637-911-2
  5. 2020年2月3日初版発行（1月30日発売[32]）、ISBN 978-4-89637-975-4
  6. 2020年7月30日発売[33]、ISBN 978-4-86716-033-6
    - 「ドラマCD付限定版」2020年8月初版発行、ISBN 978-4-86716-034-3

  7. 2021年2月6日初版発行（1月30日発売[34]）、ISBN 978-4-86716-106-7
  8. 2021年7月8日初版発行（6月30日発売[35]）、ISBN 978-4-86716-157-9
  9. 2021年11月30日発売[36]、ISBN 978-4-86716-214-9
  10. 2022年5月30日発売[37]、ISBN 978-4-86716-299-6
  11. 2022年12月28日発売[38]、ISBN 978-4-86716-367-2
  12. 2023年7月31日発売[39]、ISBN 978-4-86716-451-8
  13. 2024年3月29日発売[40]、ISBN 978-4-86716-555-3

- 三嶋与夢（著）・悠井もげ（イラスト）・孟達（キャラクター原案） 『あの乙女ゲーは俺たちに厳しい世界です』 マイクロマガジン社〈GCノベルズ〉、既刊4巻（2024年9月30日現在）
  1. 2022年12月28日発売[41]、ISBN 978-4-867-16369-6
  2. 2023年7月31日発売[42]、ISBN 978-4-86716-452-5
  3. 2024年2月29日発売[43]、ISBN 978-4-86716-540-9
  4. 2024年9月30日発売[44]、ISBN 978-4-86716-639-0

### 漫画
- 三嶋与夢（原作）・孟達（キャラクター原案）・潮里潤（作画） 『乙女ゲー世界はモブに厳しい世界です』  KADOKAWA〈ドラゴンコミックスエイジ〉、全13巻
  1. 2019年6月8日発売[45]、ISBN 978-4-04-073204-6
  2. 2019年9月9日発売[46]、ISBN 978-4-04-073321-0
  3. 2020年4月9日発売[47]、ISBN 978-4-04-073613-6
  4. 2020年8月7日発売[48]、ISBN 978-4-04-073770-6
  5. 2020年12月9日発売[49]、ISBN 978-4-04-073901-4
  6. 2021年7月9日発売[50]、ISBN 978-4-04-074171-0
  7. 2022年1月8日発売[51]、ISBN 978-4-04-074384-4
  8. 2022年5月9日発売[52]、ISBN 978-4-04-074528-2
  9. 2022年10月7日発売[53]、ISBN 978-4-04-074714-9
  10. 2023年4月7日発売[54]、ISBN 978-4-04-074934-1
  11. 2023年9月8日発売[55]、ISBN 978-4-04-075124-5
  12. 2024年4月9日発売[56]、ISBN 978-4-04-075407-9
  13. 2024年11月9日発売[57]、ISBN 978-4-04-075688-2
- 三嶋与夢（原作）・孟達（キャラクター原案）・潮里潤（作画） 『乙女ゲー幼稚園はモブに厳しい幼稚園です』  KADOKAWA〈ドラゴンコミックスエイジ〉、全2巻
  1. 2023年4月7日発売[58]、ISBN 978-4-04-074935-8
  2. 2024年4月9日発売[59]、ISBN 978-4-04-075406-2
- 三嶋与夢（原作）・福原蓮士（作画）・孟達（キャラクター原案）・悠井もげ（原作イラスト） 『乙女ゲー幼稚園はモブに厳しい幼稚園です』 KADOKAWA〈ドラゴンコミックスエイジ〉、既刊2巻（2024年11月9日現在）
  1. 2024年4月9日発売[60]、ISBN 978-4-04-075408-6
  2. 2024年11月9日発売[61]、ISBN 978-4-04-075692-9

## テレビアニメ
第1期は2021年11月に制作が発表され、2022年4月から6月までAT-Xほかにて放送された。
第2期は2022年12月に制作が発表された。

### スタッフ
- 原作 - 三嶋与夢[13]
- キャラクター原案 - 孟達[13]
- 監督 - 三浦和也、福元しんいち[13]
- シリーズ構成・脚本 - 猪原健太[13]
- キャラクターデザイン - 鈴木政彦[13]
- モンスターデザイン・メカデザイン - 原田吉朗
- 美術監督 - 中久木孝将、河合良介[64]
- 美術設定 - 中尾陽子[64]、塩川美里
- 色彩設計 - 長谷川美穂[64]
- 撮影監督 - 石山智之[64]
- 編集 - 上野勇輔[64]
- 音響監督 - 濱野高年[64]
- 音楽 - 橋口佳奈、新田目翔[64]
- 音楽制作 - KADOKAWA[65]
- 音楽プロデューサー - 水島智栄子[65]
- プロデューサー - 根本侑果[65]、德村憲一[65]、伊藤正和[65]、並木愼一郎[65]、楊建利[65]、西辺誠[65]、西前朱加[65]、菅朗[65]、有水宗治郎[65]
- アニメーションプロデューサー - 安藤圭一[65]、神戸幸輝[65]
- アニメーション制作 - ENGI[13]
- 製作 - モブせか製作委員会

### 主題歌
「サイレントマイノリティー」
伊東歌詞太郎による第1期オープニングテーマ。作詞・作曲は伊東歌詞太郎、編曲はakkin。
「selfish」
安月名莉子による第1期エンディングテーマ。作詞はタナカ零、作曲・編曲は白戸佑輔。

### 各話リスト
| 第1話  | 俺はこの世界が嫌いだ                          | 増田敏彦 | 福元しんいち | 宇井川真明 和田祐二 栗原学 柳昇希                                                                            | 栗原学          | 2022年 4月3日 |
| 第2話  | そこの彼女 お茶してかない？                   | 釘宮洋   | 粟井重紀     | 首藤武夫 櫻井拓郎 王敏 姜智慧 劉冬冬 李偉峰                                                                  | 栗原学          | 4月10日       |
| 第3話  | 決闘しようぜ、王子様                          | 熊野千尋 | 熊野千尋     | 柳昇希 朴明煥 李官雨 金慶縞                                                                                  | 鈴木政彦 栗原学 | 4月17日       |
| 第4話  | 手加減してやってもいいかな？                  | 山崎茂   | 佐々木純人   | 和田祐二 Min Hyun Sook Hwang In Cheol Choi Kyung Seok Moon Bong Jun Kim Jong Heon Shin Sang Tae Kim Jung Woo | 栗原学          | 4月24日       |
| 第5話  | 最高だね                                      | 釘宮洋   | 金澤由季     | Lee Seong jin Lee Eun young Kang Hyeon guk Hwang Seong won                                                   | 栗原学          | 5月1日        |
| 第6話  | 学園祭って初めてなの                          | 熊野千尋 | 熊野千尋     | Kim Jong beom Song Jin yeong 王俊 唐軍躍 鄭峰                                                                | 鈴木政彦        | 5月8日        |
| 第7話  | 同じイケメン嫌い                              | 山崎茂   | 山本辰       | 宇井川真明 SAKURA                                                                                            | 栗原学          | 5月15日       |
| 第8話  | こっちも遊びじゃねえんだよ                    | 釘宮洋   | 月野正志     | 羽野広範 臼田美夫 和田祐二 王敏 周曉華 徐超 姜智慧 劉冬冬 李偉峰                                             | 鈴木政彦        | 5月22日       |
| 第9話  | 都合のいい女子ですから                        | 増田敏彦 | にわ素彦     | 柳昇希 朴明煥 李官雨 金慶縞 李英美                                                                           | 鈴木政彦        | 5月29日       |
| 第10話 | エセ貴族とは違って                            | 熊野千尋 | 熊野千尋     | 王敏 趙小川 陳玲玲 姜海華 李偉峰 劉冬冬 姜智慧 周健                                                          | 鈴木政彦        | 6月5日        |
| 第11話 | 今、私にできることを                          | 釘宮洋   | 内堀雅人     | 和田祐二 王敏 趙小川 陳玲玲 姜海華 李偉峰 劉冬冬 姜智慧 周健                                                 | 鈴木政彦        | 6月12日       |
| 第12話 | たとえどれだけ、 この乙女ゲー世界が厳しくても | 山崎茂   | 福元しんいち | 王敏 周健 姜智慧 劉冬冬 李偉峰 趙小川 陳玲玲 姜海華                                                          | 鈴木政彦        | 6月19日       |

### 放送局
| 放送期間               | 放送時間                     | 放送局     | 対象地域   | 備考                                            |
| ---------------------- | ---------------------------- | ---------- | ---------- | ----------------------------------------------- |
| 2022年4月3日 - 6月19日 | 日曜 22:00 - 22:30           | AT-X       | 日本全域   | 製作参加 / CS放送 / 字幕放送 / リピート放送あり |
| 2022年4月4日 - 6月20日 | 月曜 0:30 - 1:00（日曜深夜） | TOKYO MX   | 東京都     |                                                 |
| 2022年4月5日 - 6月21日 | 火曜 0:00 - 0:30（月曜深夜） | BS日テレ   | 日本全域   | BS/BS4K放送 / 『アニメにむちゅ〜』枠            |
|                        | 火曜 2:59 - 3:29（月曜深夜） | 読売テレビ | 近畿広域圏 | 『MANPA』第3部                                  |

インターネットでは、dアニメストアにて2022年4月3日より毎週日曜23時より地上波先行・単独最速配信される。

### BD
| 巻 | 発売日        | 収録話         | 規格品番   |
| -- | ------------- | -------------- | ---------- |
| 上 | 2022年7月27日 | 第1話 - 第6話  | ZMAZ-15481 |
| 下 | 2022年9月28日 | 第7話 - 第12話 | ZMAZ-15482 |

### Webラジオ
音泉にて『乙女ゲー世界はMCに厳しいラジオです』が、2022年4月6日から7月13日まで隔週水曜日に配信された。パーソナリティはリオン・フォウ・バルトファルト役の大塚剛央とオリヴィア役の市ノ瀬加那。

### エイプリルフール企画
放送前の2022年4月1日にエイプリルフール企画として、作中に出てくる乙女ゲーム「アルトリーベ」のPVがゲーム発売記念という設定で制作公開された。PV内の楽曲「シュプリーム LOVE STAR」は攻略対象の5人のキャストが歌っていて、4月10日24時より各音楽配信サービスで実際に配信されていた。